# Martonca, Harghita
Martonca (maghiară Martonka) este un sat în comuna Remetea din județul Harghita, Transilvania, România.
 Acest articol despre o localitate din județul Harghita este deocamdată un ciot. Puteți ajuta Wikipedia prin completarea lui.